# 鈴木彪平
鈴木 彪平（すずき ひょうへい、1914年1月28日 - 1980年12月23日）は、日本の教育者。栃木県の盲導犬育成施設「栃木盲導犬センター（現・東日本盲導犬協会）」の創立者。

## 経歴
東京府生まれ。父親は彪平が7歳の時に死去したため、苦労しながら勉学した。1936年に明治大学政治経済学部を卒業し東芝に入社したが、翌年、社会人バスケットボールの試合中に事故に遭い、失明した。絶望感から自殺を考えたこともあったが、母親が心の支えであった。そのような時に、いとこからキリスト教を勧められた。新約聖書ヨハネ伝9章3節の、盲人に出会った話に感銘を受けた。それは「生まれつきの盲人は、本人が罪を犯したのではない。両親が罪を犯したのでもない。神のみわざが彼の上に現われるためだ」という言葉であった。それから心機一転し、1940年6月、東京同愛盲学校（現・ヘレン・ケラー学院）の教諭となる。同年12月クリスマスに目白教会で洗礼を受けた。1941年に埼玉県立盲学校の教職に就く（担当は英語と社会科）。また彪平は自宅にて生徒たちと聖書研究会をおこなった。1945年、家族と共に北海道に疎開。1949年に栃木県立盲学校の教諭になる（1976年に退職）。1954年にフルブライト・プログラムにより、ニューヨークのハンター大学、その後カリフォルニア大学バークレー校で視覚障害者の教育と福祉について勉強する。1967年にロサンゼルスの盲導犬センター（Eye Dog Foundation）にてジャーマン・シェパード・ドッグのアルマと出会う。盲導犬に感動したため、1974年に「財団法人・栃木盲導犬センター」を創立した。自らは理事となって盲導犬の育成と普及活動に尽力した。1978年に教え子たちと共にキリスト教の伝道のための「愛信ホーム」を建てた。また自宅で英語塾を開く。
1980年、自身の業績について読売新聞社からインタビューを受けている最中、心筋梗塞で死去。66歳没。同新聞社から福祉賞を受賞した。

## キリスト教活動
- 「日本盲人キリスト教伝道協議会（盲伝）」の盲教育者部の部長を18年間努めた。その後、第4代議長に選ばれた。
- 好本督（よしもとただす、通称：日本盲人の父）の考えに賛同し、アジア（韓国・台湾・フィリピン・シンガポール・マレーシア・タイ・香港）の視覚障害者との国際交流を積極的におこなった。
- 宇都宮市に住んでからは、生涯日本基督教団四條町教会の中心人物であった。教会附属の清愛幼稚園の理事となり幼児教育もおこなった。

## 教育
- 教え子たちの相談に親身に乗っていた。就職や個人的な結婚の世話もしていた。
- 個性を生かした教育をおこなった。
- 理療科を重視していた。
- 教え子5人が大学に進学した。